# Montalembert, Deux-Sèvres

Montalembert este o comună în departamentul Deux-Sèvres, Franța. În 2009 avea o populație de 278 de locuitori.